# أيمر
أيمر (بالإنجليزية: Aimer) هي مغنية بوب ياباني يابانية بدات مشوارها الفني في 2011.

## روابط خارجية
أيمر على موقع IMDb (الإنجليزية)
- أيمر على موقع ميوزك برينز (الإنجليزية)
- أيمر على موقع أول ميوزيك (الإنجليزية)
- أيمر على موقع ديسكوغز (الإنجليزية)
- أيمر على موقع ديسكوغز (الإنجليزية)
- أيمر على موقع قاعدة بيانات الفيلم (الإنجليزية)
- أيمر على موقع ANN person (الإنجليزية)